# تیم محشر سانجای
تیم محشر سانجای (به انگلیسی: Sanjay's Super Team) یک فیلم کوتاه انیمیشن رایانه‌ای است در سال ۲۰۱۵ به تهیه‌کنندگی پیکسار ساخته شده‌است. کارگردان و نویسنده فیلم سانجای پاتل است، فیلم برای اولین بار در ۱۵ ژوئن ۲۰۱۵ در جشنواره بین‌المللی فیلم انیمیشن انسی درفرانسه نمایش داده شد. داستان پویانمایی برگرفته از دوران کودکی زندگی کارگردان است، زمانی که از مراقبه پدر خسته می‌شد و خدایان هندو را ابرقهرمان داستانش می‌کرد. فیلم در سال ۲۰۱۶ و در هشتاد و هشتمین دوره جوایز اسکار کاندیدای دریافت جایزه در بخش بهترین انیمیشن کوتاه شد ولی جایزه را به دست نیاورد. 